# Bluesrock
Der Bluesrock ist die Verbindung von Blues und Rockmusik. Die Anfänge des Genres gehen auf Mitte der 1960er Jahre zurück, als Bands wie die Rolling Stones Einflüsse von Bluesmusikern wie Elmore James, Howlin’ Wolf und Muddy Waters in ihre Musik einführten. Als Bindeglied zwischen dem elektrifizierten, also mit elektrischen Gitarren gespielten Blues und dem Rock gilt rückblickend Link Wray mit seinem Hit Rumble von 1958. In den frühen 1970er Jahren ging der britische Bluesrock in den Hardrock und der amerikanische Ausläufer in den Southern Rock über.

## Stil
Obwohl zwischen Rock und Blues historisch eine enge Verbindung besteht, kristallisierte der Bluesrock sich nicht vor den späten 1960er Jahren als eigenes Genre heraus. Typisch waren Improvisationen auf Schemata des Blues und des Boogie Woogie mit dominantem Leadgitarristen und einem härteren und riffdominierteren Spiel im Vergleich zum traditionellen Chicago Blues. Die klassische Bluesrockformation ist das so genannte Powertrio mit E-Gitarre, E-Bass und Schlagzeug. In vielen Fällen ist der Gitarrist zugleich Sänger.
Beispiele für Bluesrock sind Creams Crossroads, eine Adaption von Robert Johnsons Stücken Cross Road Blues und Travelling Riverside Blues sowie die Yardbirds-Version von Howlin’ Wolfs Smokestack Lightning – aber auch die Musik von ZZ Top gehört dazu, zum Beispiel das Stück La Grange. Musikalische und lyrische Elemente des Blues werden in ein Rockmusik-Tempo übertragen und um Gitarrensoli erweitert.

## Britischer Bluesrock

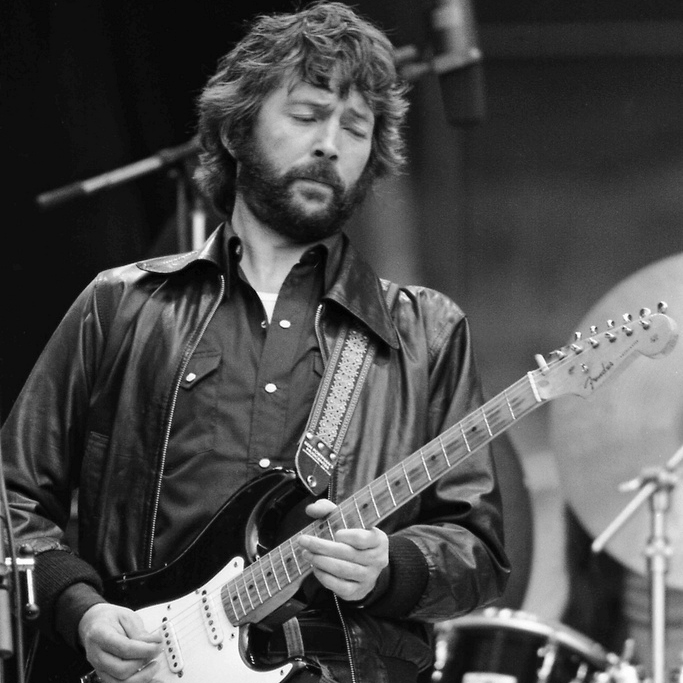
Eric Clapton

### Herkunft
Der ursprüngliche Bluesrock war britischer Herkunft. Musiker wie Alexis Korner (Blues Incorporated) und John Mayall (Bluesbreakers) gründeten Bands, die als Ausgangspunkt für baldige Genrevorreiter wie der Climax Blues Band, Free, Savoy Brown und der ersten Besetzung von Fleetwood Mac mit Peter Green dienten. Weitere Säulen des britischen Bluesrock waren Ten Years After mit Alvin Lee, der irische Gitarrist Rory Gallagher mit seiner Band Taste sowie Robin Trower.

### Yardbirds als Keimzelle des britischen Stils
Einer der wichtigsten Vertreter des Bluesrock ist Eric Clapton, der seit Mitte der 1960er Jahre mit seinem Teilhaben an den Yardbirds, an der Supergroup Cream, an Derek and the Dominos sowie mit seiner anschließenden Solokarriere wegweisend für die Etablierung des Bluesrock als massentaugliche Musikrichtung war. Bluesrock war dabei allerdings nur einer von mehreren Stilen, die von diesen Bands gepflegt wurden.
Einen Beitrag in den späten 1960er Jahren leistete Jeff Beck, ein weiteres Ex-Mitglied der Yardbirds, als er mit seinem hartkantigen Stil in Großbritannien und den USA Erfolge feiern konnte. An der von ihm gegründeten Jeff Beck Group waren der junge Rod Stewart als Sänger und der noch jüngere Ron Wood als Bassist beteiligt.
Nach der Auflösung der Yardbirds formierte Jimmy Page mit neuen Musikern die New Yardbirds, die kurze Zeit später unter dem Namen Led Zeppelin bekannt wurden. Led Zeppelins frühere Alben enthielten mehrere typische Bluesrock-Stücke, so zum Beispiel I Can’t Quit You Baby vom Debütalbum. Später besann man sich auf die Fortführung des Hardrock, an dessen Gründung man beteiligt gewesen war und der sich später als Wegbereiter für den Heavy Metal erwies.
Die meisten Bluesrock-Bands taten es ihnen mit dem Übergang zum Hardrock gleich oder lösten sich auf. Nur wenige Bands wie Foghat und Humble Pie betätigten sich zunächst weiter im Bluesrock, bis in den späten 1970ern mit dem Aufkommen des Punkrock kein Publikum dafür mehr vorhanden war.

## Amerikanischer Bluesrock

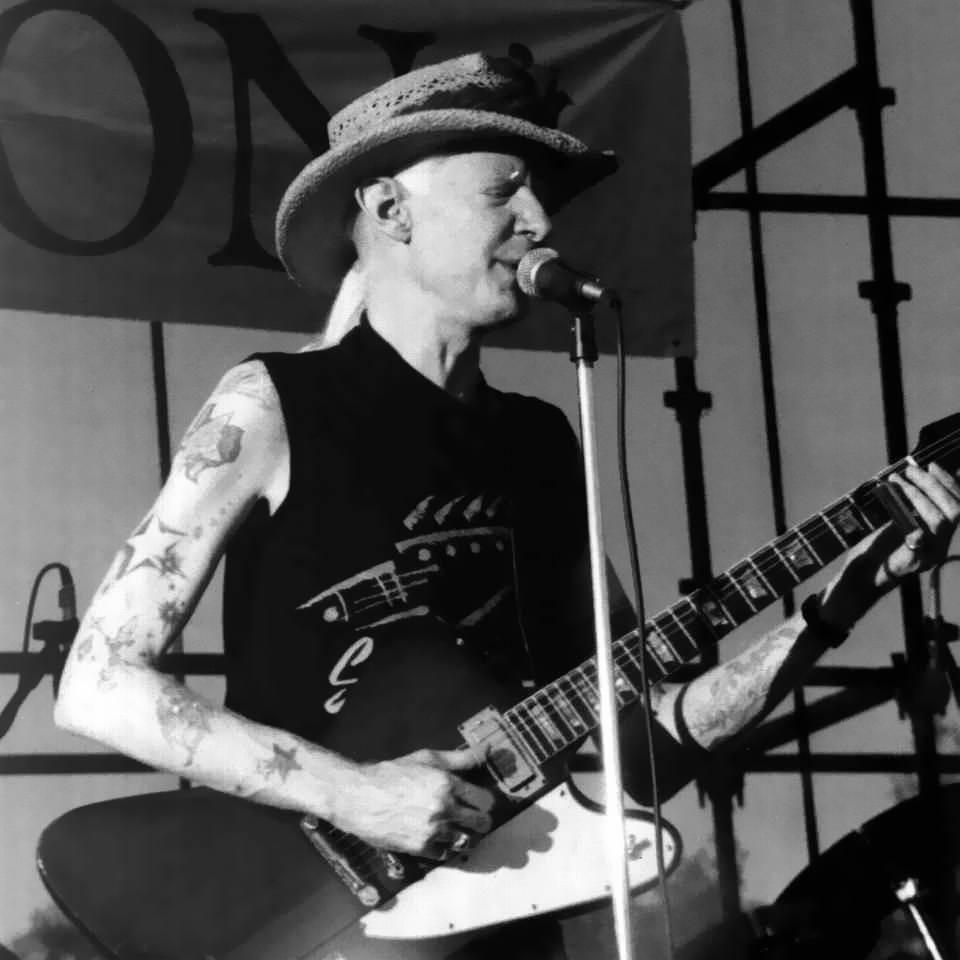
Johnny Winter

Als amerikanische Pioniere des Bluesrock lassen sich Johnny Winter, Paul Butterfield, Mike Bloomfield sowie Canned Heat anführen. Das virtuose bluesige Spiel von Jimi Hendrix mit seinen beiden Powertrios The Jimi Hendrix Experience und The Band of Gypsys hatte einen gewichtigen und bleibenden Einfluss auf die Entwicklung des Bluesrock, insbesondere im Bereich der E-Gitarre. Hendrix war bereits seit den frühen 1960ern an mehreren Rhythm-and-Blues- und Soul-Formationen beteiligt gewesen.
Ab Beginn der 1970er-Jahre näherte sich der amerikanische Bluesrock dem Countryrock an, um mit ihm zum Southern Rock zu verschmelzen. Beispiele hierfür sind The Allman Brothers Band, Black Oak Arkansas, Lynyrd Skynyrd, Molly Hatchet und ZZ Top.
Eine Renaissance erlebte das Genre in den 1990ern mit bis heute anhaltender Tendenz. Die Liste der Interpreten, die teilweise mit Erfolg ihre Stücke in der Tradition des Bluesrock veröffentlichen und live darbieten, ist lang und umfasst unter anderem Popa Chubby, Kenny Wayne Shepherd, Jonny Lang, Tommy Castro, The Black Crowes, The Black Keys, The White Stripes, Joe Bonamassa und Beth Hart.

## Andere Länder
Auch wenn die Szene in Europa nicht besonders bekannt ist, ist der Bluesrock in Argentinien besonders erfolgreich, wo er die Rock-Nacional-Szene ab den 1970er Jahren bis heute dominiert und eine Vielzahl von Bands beeinflusst hat. Die bekanntesten Vertreter des argentinischen Bluesrock sind Luis Alberto Spinetta, Pappo, Memphis La Blusera, La Mississippi und Patricio Rey y sus Redonditos de Ricota.

## Typische Vertreter

### Einzelmusiker
- Luther Allison
- Michael Bloomfield
- Joe Bonamassa
- Eric Burdon
- John Campbell
- Popa Chubby
- Eric Clapton
- Clem Clempson
- Joe Cocker
- Ry Cooder
- Rick Derringer
- Frank Diez
- Robben Ford
- Henrik Freischlader
- Dana Fuchs
- Eric Gales
- Rory Gallagher
- Peter Green
- Beth Hart
- Alex Harvey
- Jimi Hendrix
- John Hiatt
- Janis Joplin
- Mickey Jupp
- Jim Kahr
- Jürgen Kerth
- Alexis Korner
- Jonny Lang
- Alvin Lee
- Aynsley Lister
- John Mayall
- John Mayer
- Simon McBride
- Gary Moore
- Van Morrison
- Tadeusz Nalepa
- Bonnie Raitt
- Eric Sardinas
- Julian Sas
- Kenny Wayne Shepherd
- Mick Taylor
- Susan Tedeschi
- Jimmy Thackery
- George Thorogood
- Rob Tognoni
- Walter Trout
- Robin Trower
- Derek Trucks
- Stevie Ray Vaughan
- Johnny Guitar Watson
- Stan Webb
- Leslie West
- Johnny Winter
- Carolyn Wonderland

### Bands
- The Allman Brothers Band
- The Animals
- Bad Company
- BBM
- Black Cat Bone
- The Black Box Revelation
- The Black Keys
- Blues Company
- Blues Explosion
- Blues Incorporated
- Blues Project
- Bluesbreakers
- Blueskraft
- The Brew
- John Butler Trio
- The Paul Butterfield Blues Band
- Canned Heat
- Chicken Shack
- Chickenfoot
- Cinderella
- Climax Blues Band
- Clutch
- Colosseum
- Cream
- Creedence Clearwater Revival
- The Doors
- Dżem
- The Electric Flag
- Engerling
- The Fabulous Thunderbirds
- The Faces
- Fleetwood Mac
- Foghat
- Free
- Gov’t Mule
- Graveyard
- Humble Pie
- Jane Lee Hooker
- Jeff Healey Band
- Jing Chi
- Jonathan Blues Band
- Led Zeppelin
- Marius Tilly Band
- Monokel
- Passat
- Pee Wee Bluesgang
- The Raconteurs
- The Rolling Stones
- Royal Blood
- Savoy Brown
- Steamhammer
- Taste
- Tedeschi Trucks Band
- Ten Years After
- Triggerfinger
- Them
- West, Bruce & Laing
- White Miles
- The White Stripes
- Whitesnake
- The Yardbirds
- ZZ Top

Quelle für diesen Abschnitt: 

## Stilprägende Bluesrock-Alben
- Luther Allison: Love Me Mama (1969), Bad News is Coming (1972)
- The Allman Brothers Band: The Allman Brothers Band (1969), Idlewild South (1970), At Fillmore East (1971), Eat a Peach (1972)
- Mike Bloomfield & Al Kooper: The Live Adventures of Mike Bloomfield and Al Kooper (1969)
- Mike Bloomfield, Al Kooper & Stephen Stills: Super Session (1968)
- The Blues Project: Projections (1966)
- The Butterfield Blues Band: The Paul Butterfield Blues Band (1965), East-West (1966), The Resurrection of Pigboy Crabshaw (1967), In My Own Dream (1968), Keep on Moving (1969)
- Canned Heat: Canned Heat (1967), Boogie with Canned Heat (1968), Living the Blues (1968), Hallelujah (1969), Future Blues (1970), Vintage (1970)
- Climax Blues Band: The Climax Chicago Blues Band (1969), Plays On (1969)
- Colosseum: Colosseum Live (1971)
- Cream: Fresh Cream (1966), Disraeli Gears (1967), Wheels of Fire (1968), Goodbye (1969), Live Cream (1970), Live Cream Volume II (1972)
- The Electric Flag: A Long Time Comin’ (1968)
- Fleetwood Mac mit Peter Green: Peter Green's Fleetwood Mac (1968), Mr. Wonderful (1968), Then Play On (1969)
- Free: Tons of Sobs (1968), Free (1969), Fire and Water (1970), Highway (1970), Free Live! (1971)
- Rory Gallagher: Rory Gallagher (1971), Deuce (1971), Live in Europe (1972), Blueprint (1973), Tattoo (1973), Irish Tour '74 (1974), Against the Grain (1975), Calling Card (1976)
- John Mayall & the Bluesbreakers: Bluesbreakers with Eric Clapton (1966), A Hard Road (1967), Crusade (1967), Bare Wires (1968)
- Taste: Taste (1969), On the Boards (1970), Live Taste (1971), Live at the Isle of Wight (1972)
- Ten Years After: Ten Years After (1967), Undead (1968), Stonedhenge (1969), Ssssh. (1969), Cricklewood Green (1970), Watt (1970), A Space in Time (1971), Recorded Live (1973)
- Johnny Winter: The Progressive Blues Experiment (1968), Johnny Winter (1969), Second Winter (1969), Live Johnny Winter And (1971), White, Hot & Blue (1978)